# Jóny János
Jamniki Jóny János, Ján Jóny, Ioannis Iony (Igló, Szepes vármegye, 1695. december 27. – Lőcse, 1755.) ügyvéd, jogi író.

## Élete
Jóny Tóbiás és Dettrich Margit fia, 1716-17-ben a hallei és jenai egyetemeket látogatta; majd hazajővén Lőcsére, bár ott hites ügyvéd volt, a bányászatnak adta magát. A jogi irodalmi téren kifejtett tevékenysége alatt római joggal és jogtörténettel foglalkozott.

## Munkái
- De auspicio regio Stephani primi Hungarorum apostoli schediasma historico-juridicum. Jenae. 1717 (2. kiadás. Uo. 1756
- Dissertationem de usu et auctoritate juris romani in Hungaria circa doctrinam de patria potestate adspirande divina gratie rectore Wilh. Henrico...sub praes. Casparis Achatii Beckii...disquisitioni subicit... 24. Julii 1717. Uo. (2. kiadás. Uo. 1756)
- De auctoritate juris civilis Romanorum in regno Hungariaeschediasma historico-juridicum. Leutschoviae, 1717
- Facies juris publici Hungariae a Joan. Gravio et Joan. Andr. Lochnero Sempron. hungaro anno 1666 in academia Tubingensi publice proposita. Nunc vero ob exemplarium defectum doctrinae autem praestentiam in iustiore ordine iteratis mandata typis suisque et aliorum observationibus locupletata. Jenae, 1718 (2. kiadás. Uo. 1756)
- Commentatio historico-juridica de origine et progressu juris Hunno-Hungarici. A primis Hunnorum in Pannoniam susceptis demigrationibus ad praesentia usque tempore continua annorum serie repetita, simulque encomia magni ac invictissimi...Caroli VI. ...circa emendationem perfectionemque jurium Hung. hincque manantem comparationem cum Justiniano, pio illo & felici leg. rom. conditore complexa. Leutschoviae, 1727
- Juris peritorum Hungariae manuale. Jaurini, 1749
- Tractatus juris publici et historici hungarici qui I. Dissertationem de usu et auctoritate iuris romani in Hungaria circa doctrinam de patria potestate. II. Joannis Gravii et Joannis Andr. Lochner dissertationem de facie juris publici Hungariae, cum observationibus. III. Schediasma historico-iuridicum de auspicio regio Sephani primi Hungarorum apostoli continet. Ob raritatem exemplarium recusus. Jenae, 1756

### Kézirata
- Acta publica sub praesidio ... Tobiae Jonae protunc comitis 13 Reg. oppidorum Scepus. 1759-1770. Négy kötet ívrétben (a Magyar Nemzeti Múzeum kézirattárában).